# Ален Делон
Алѐн Фабиѐн Морѝс Марсѐл Дело̀н (на френски: Alain Fabien Maurice Marcel Delon, фамилията на френски се произнася по-близко до Дьолон) е френски и швейцарски киноактьор, певец, кинорежисьор, киносценарист и кинопродуцент. Носител на наградата „Сезар“ за най-добра мъжка роля във филма „Нашата история“ през 1985 г. Кавалер на Ордена на почетния легион през 1991 г.
Признат като културна и кинематографична водеща личност на XX век, Делон се очертава като един от най-изтъкнатите европейски актьори от 60-те, 70-те и 80-те години на миналия век, като по този начин се утвърждава като международен секс символ. Неговият стил, външен вид и роли, които го превръщат в международна икона, му спечелват трайна популярност. Делон получава признание от критиците за ролите си във филми като „Жените са слаби“ (1959), „Жарко слънце“ (1960), „Роко и неговите братя“ (1960), „Еклис“ (1962), „Гепардът“ (1963), „Самурай“ (1967), „Мотоциклетистката“ (1968), „Басейнът“ (1969), „Червеният кръг“ (1970), „Полицай“ (1972) и „Господин Клайн“ (1976). По време на кариерата си Делон работи с много режисьори, включително Лукино Висконти, Жан-Люк Годар, Жан-Пиер Мелвил, Микеланджело Антониони и Луи Мал.
Като певец Делон записва популярния дует „Paroles, paroles“ (1973) с Далида.
Кариерата му започва през 1957 г. Той е сред най-популярните актьори във френското кино, появява се във филми, които привличат общо около 135 милиона зрители, което го прави шампион в боксофиса като Луи дьо Фюнес и Жан-Пол Белмондо едновременно. След като споделя големия екран с велики актьори като Жан Габен, Симон Синьоре, Роми Шнайдер и Лино Вентура, голям брой филми, в които участва, се превръщат в кинокласика. Някои от тях са: „Жарко  слънце“, „Роко и неговите братя“, „Гепардът“, „Борсалино“ и „Шокова терапия“.
Въпреки че не успява да се утвърди в Холивуд, той има международна репутация. През 1985 г. получава наградата „Сезар“ за най-добър актьор за „Нашата история“ и „Златна палма“ на филмовия фестивал в Кан през 2019 г. за цялостната си кариера. В течение на дългогодишната си кариера Ален Делон работи с много известни режисьори, включително Лукино Висконти, Жан-Люк Годар, Жан-Пиер Мелвил, Микеланджело Антониони и Луи Мал. Придобива швейцарско гражданство през 1999 г.

## Биография

### Детство и младежки години
Ален Фабиен Морис Марсел Делон е роден на 8 ноември 1935 г. в град Со (предградие на Париж), Франция, в департамента на Сена. Син на Фабиен Делон (1904 – 1977), режисьор, корсиканец по произход, притежател на киносалон, и Едит Арнолд (1911 – 1995), по професия фармацевт, но работила в киносалона на мъжа си. Генеалогията му датира от Жан Делон, роден през XV век. Прадядото на Ален Делон по бащина линия, Фабиен Делон (28 декември 1829 г. – 12 декември 1909 г.), получава Почетния легион през 1892 г., е инженер. Баба му по бащина линия Мари-Антоанета Евангелиста (родена през 1867 г.) е корсиканка. Семейната легенда говори, че семейството на Евангелиста е свързано с Бонапарт.
През 1939 г. Ален Делон е на четири години, когато родителите му се развеждат. След това той е предаден на приемно семейство, чийто баща е пазач на затвора във Френ, което кара някои да твърдят, че е свидетел на екзекуцията на Пиер Лавал в двора. След това е настанен в католическия пансион в Сен-Никола д'Ини (в Есон), където прекарва цялата си младост с един от най-добрите си приятели, Жерар Саломе. Той е изключен шест пъти от училищата, които посещава. Майка му, която се омъжва за притежателя на колбасарски магазин Пол Булон, му предоставя място в семейното жилище, където Ален работи при мъжа на майка си.
На 14 г. той има възможност да играе гангстер в ням късометражен филм, режисиран от бащата на един от приятелите му. На същата възраст той се опитва да избяга в Чикаго, но е арестуван в Бордо.
На 17-годишна възраст служи в Националния флот. След престой в морския център за обучение Пон-Реан, продължава военната си служба през 1953 г. След като е задържан за кражба на оборудване, Националният флот го оставя да избере между напускането на ВМС и удължаване на срочния му договор с три до пет години. Моряк 1-ви клас, след това е назначен в компанията за защита на арсенала в Сайгон. Към края на Индокитайската война той е арестуван отново, за кражба на джип. Радиолицензът му е отнет и е изгонен от флота. Този период оставя дълбоки следи: той открива военната дисциплина, чувството за чест и знамето на Франция. Той развива страст към оръжията и е запленен от Жан Габен в „Не пипай мангизите“, филм, който гледа в индокитайската столица.
През 1956 г. в Париж, където се запознава с бъдещата Далида, с която по-късно има афера, той работи в дребен бизнес, включително като сервитьор в кафене близо до Шан-з-Елизе. В Монмартър живее в подземния свят (особено бандата на „Трите патици“) и сред жиголо, на един от които според Бернард Виолет, „хомосексуалист на име Карлос“ осигурява защита. В квартал Сен Жермен-дьо-Пре той е забелязан от Жан-Клод Бриали, който го кани на филмовия фестивал в Кан, където неговата физика и „устата на ангел“ не остават незабелязани. По този начин се доближава до света на киното, без специално обучение като актьор.

### Начало на кариерата
Ален започва да се снима в киното през 1957 г., като изиграва ролята на Жо във филма „Когато е замесена жена“ („Quand la femme s'en mêle“). Към началото на 2010 г. се е снимал общо в 88 филма и сериали, режисьор е на 3, сценарист на 10 и продуцент на 23.

### Последни години
На 6 май 2017 г. Ален Делон обявява, че слага край на актьорската си кариера.
На 20 май 2019 г. е удостоен с почетна „Златна палма“ за цялостна кариера, въпреки протестите на феминистки асоциации.
През 2022 г. се прокрадва новината, че Ален Делон иска да сложи край на живота си чрез евтаназия. Всъщност като повечето фалшиви новини, които получават голямо внимание, и тази почива на полуистина или по-скоро на думи, извадени от контекста. Всичко започнало в средата на март с едно интервю за RTL на първородния син на Делон Антъни, взето по повод на автобиографичната му книга „Между куче и вълк“, в която той се връща към сложните отношения с родителите си и конфликтите между тях. Повечето информации за евтаназията са се базирали именно на този разговор, в който синът на Делон казва, че баща му е решил да си тръгне от живота доброволно.
Всъщност журналистът е този, който започва интервюто с думите: „Вие ни разказвате, че сте обещали да бъдете до него в последния ден, когато той реши, че повече няма да иска да живее“. Синът на Ален Делон не отговаря директно, а започва да разказва за сбогуването с майка си Натали Делон, която починала година по-рано от рак на панкреаса. „Истина е, че аз бях до майка ми, истина е, че тя реши да умре, както бе живяла – когато тя самата реши, затова избра евтаназията. За щастие, не прибегнахме до този метод. Казвам за щастие, защото всичко беше готово“, казал Антъни, обяснявайки, че накрая тя все пак си е отишла спокойна и в мир. Слухът за евтаназията на актьора толкова бързо се разпространил по целия свят, че друго от децата на Делон, малкият му син Ален-Фабиен, накрая не издържал и решил да внесе яснота. В началото на април в Инстаграм той написал: „Нямам навика да правя това, но нещата излязоха извън контрол. Вече две седмици чета в социалните мрежи и т.нар. списания, че баща ми имал намерение да сложи край на дните си с евтаназия. Това изобщо не е истина. Една фраза, извадена от контекста на една книга, е причината за тези слухове. Има голяма разлика между „синко, ако съм включен в машина и съм в кома, искам да ме изключиш“ и „той иска евтаназия и е казал сбогом на семейството си.“
На 10 и 12 септември 2022 г. актьорът декларира подкрепата си за Украйна по време на руската инвазия в страната Телевизионен проект, излъчен по TV5 Monde и по каналите на Canal+ Group, показва как Ален Делон чете текстове на украинския поет Тарас Шевченко, както и стихотворението „Liberté“ на Пол Елюар Liberté. Бивш актьор и комик, украинският президент Володимир Зеленски благодари на френския актьор, като заявява: „Никога не съм бил толкова велик актьор като теб [...] Обичаме те много и за мен ти си оставаш авторитет и огромен актьор.“.

### Смърт
Ален Делон умира на 88-годишна възраст, след продължително боледуване, на 18 август 2024 г. в дома си в Души-Монкорбон (Североизточна Франция, департамент Лоаре).

## Личен живот и семейство
През 1958 г. при снимането на филма „Кристина“ Делон се запознава с австрийската актриса Роми Шнайдер. От 20 март 1959 г. двамата са сгодени. По време на тяхната връзка Ален има любовна афера с германската певица и фотомодел Нико, която на 11 август 1962 г. ражда син, Кристиан Аарон Булон. Делон не признава своето бащинство, но Нико твърди, че той е бащата. Детето отглеждат през повечето време родителите на Делон, които му дават и своята фамилия, Булон. През декември 1963 г. след близо 5-годишен годеж Делон и Шнайдер приключват връзката си.
На 13 август 1964 г. Ален се жени за Натали Бартелеми, родена на 1 август 1941 г. в Мароко – известната френска актриса и модел Натали Делон. Един месец след това им се ражда син Антони. На 25 август 1968 г. Ален и Натали се разделят и от 14 февруари 1969 г. са разведени.
Интимни приятелки на Делон са били актрисите Мирей Дарк (1969 – 1980) и Ан Парийо (1980 – 1982). След това на 51 години той се жени за холандската манекенка Розали ван Бреемен и е с нея почти 15 години (1987 – 2001). По това време е удостоен с най-високите награди в кариерата си.
Официално има 3 деца от 2 брака:
- Антони Делон (роден на 30.9.1964 г., киноартист) от брака му с Натали Делон;
- Анушка Делон (родена на 25 ноември 1990 г., дебют в киното на 13-годишна възраст) и
- Ален-Фабиен Делон (роден на 18.3.1994 г., дебютира в киното на 12-годишна възраст).

Анушка и Ален-Фабиен са от брака му с Розали ван Бреемен.
Ален има 3 внучки от сина си Антони: Лу (родена през 1996 г.), Лив (родена на 25 август 2001 г.), както и незаконната Алисън (родена през 1989 г.).
През 1985 г. Ален Делон се мести в Швейцария и се установява в предградието на Женева Шен-Бужри. На 23 септември 1999 г., 14 години след преместването му в Швейцария, общинският съвет на Шен-Бужри гласува за швейцарската натурализация на Ален Делон, както и на двете му деца, Анушка и Ален-Фабиен, които са на осем и пет години по това време. На 13 март 2000 г. той полага клетва в залата на Големия съвет на Женева и става официално гражданин на Швейцария.

## Предприемачество и колекционерство
През последните години Ален Делон е известен не само като актьор, но и като успешен бизнесмен. Под търговската марка „Alain Delon“ се продават много стоки (парфюми, ръчни часовници, цигари, облекла и др.). Той също е станал притежател на собствена авиолиния. Колекционерите на произведенията на изкуството високо оценяват колекцията на Делон. В частност, през 2007 г. актьорът продава част от своята колекция от картини за около 9 милиона евро.

## Избрана филмография
| Година | Филм                                | Оригинално заглавие                        | Роля                                   | Режисьор                |
| ------ | ----------------------------------- | ------------------------------------------ | -------------------------------------- | ----------------------- |
| 1957   | Когато е замесена жена              | Quand la femme s’en mêle                   | Жо                                     | Ив Алегре               |
| 1958   | Бъди красива и мълчи                | Sois belle et tais-toi                     | Лулу                                   | Марк Алегре             |
| 1958   | Кристин                             | Christine                                  | Франц Лобение                          | Пиер Гаспар-Юи          |
| 1959   | Три наранени жени                   | Faibles Femmes                             | Жулиен Фенал                           | Мишел Боарон            |
| 1959   | Пътят на младостта                  | Le Chemin des écoliers                     | Антоан Мишу                            | Мишел Боарон            |
| 1960   | Жарко слънце                        | Plein Soleil                               | Том Рипли                              | Рене Клеман             |
| 1960   | Роко и неговите братя               | Rocco e i suoi fratelli                    | Роко Паронди                           | Лукино Висконти         |
| 1961   | Радостта да живееш                  | Che gioia vivere                           | Улис Чеконато                          | Рене Клеман             |
| 1961   | Известни любови                     | Les Amours célèbres                        | Принц Алберт/Херцог Алберт             | Мишел Боарон            |
| 1962   | Затъмнението                        | L'Eclisse                                  | Пиеро                                  | Микеланджело Антониони  |
| 1962   | Дяволът и Десетте Божи заповеди     | Le Diable et les Dix Commandements         | Пиер                                   | Жулиен Дювивие          |
| 1962   | Червенокосата                       | Die Rote                                   | Пътник                                 | Хелмут Койтнер          |
| 1963   | Мелодия от подземието               | Mélodie en sous-sol                        | Франсис Верло                          | Анри Верньой            |
| 1963   | Гепардът                            | Il Gattopardo                              | Танкреди Фалконери                     | Лукино Висконти         |
| 1964   | Черното лале                        | La tulipe noire                            | Гийом дьо Сен-Прьо/Жюлиен дьо Сен-Прьо | Кристиан-Жак            |
| 1964   | Бунтовниците                        | L’insoumis                                 | Томас Власенрут                        | Ален Кавалие            |
| 1964   | И котката е хищник                  | Les Félins                                 | Марк                                   | Рене Клеман             |
| 1965   | Жълтият Ролс-Ройс                   | The Yellow Rolls-Royce                     | Стефано                                | Антъни Аскуит           |
| 1965   | Убийците от Сан Франциско           | Les Tueurs de San Francisco                | Еди Педак                              | Ралф Нелсън             |
| 1966   | Гори ли Париж?                      | Paris brûle-t-il ?                         | Жак Шабан-Делма                        | Рене Клеман             |
| 1966   | Липсващият отряд                    | Lost Command                               | Историк Капитан Есклавие               | Марк Робсон             |
| 1966   | Тексас през реката                  | Texas Across The River                     | Балди                                  | Майкъл Гордън           |
| 1967   | Търсачи на приключения              | Les Aventuriers                            | Маню Борели                            | Робер Енрико            |
| 1967   | Дяволски ваш                        | Diaboliquement vôtre                       | Жорж Кампо/Пиер Лагранж                | Жулиен Дювивие          |
| 1967   | Самураят                            | Le Samouraï                                | Джеф Костело                           | Жан-Пиер Мелвил         |
| 1968   | Духовете на мъртвите (Уилям Уилсън) | Histoires extraordinaires (William Wilson) | Уилям Уилсън                           | Луи Мал                 |
| 1968   | Сбогом, приятелю                    | Adieu l'ami                                | Дино Баран                             | Жан Ерман               |
| 1968   | Мотоциклетистката                   | La Motocyclette                            | Даниел                                 | Джек Кардиф             |
| 1969   | Жеф                                 | Jeff                                       | Лоран                                  | Жан Ерман               |
| 1969   | Сицилианският клан                  | Le Clan des Siciliens                      | Роже Сарте                             | Анри Верньой            |
| 1969   | Басейнът                            | La Piscine                                 | Жан-Пол                                | Жак Дере                |
| 1969   | Мадли                               | Madly                                      | Жулиен Дандю                           | Роже Кахан              |
| 1970   | По-леко басите                      | Doucement les basses                       | Симон Медиу                            | Жак Дере                |
| 1970   | Борсалино                           | Borsalino                                  | Рок Сифреди                            | Жак Дере                |
| 1970   | Червеният кръг                      | Le Cercle rouge                            | Кори                                   | Жан-Пиер Мелвил         |
| 1971   | Убийството на Троцки                | The Assassination of Trotsky               | Франк Джаксън                          | Джоузеф Лоузи           |
| 1971   | Фантазия с бикини                   | Fantasia Chez Les Ploucs                   | Главатар на гангстерите                | Жерар Пирес             |
| 1971   | Червено слънце                      | Soleil rouge                               | Гош                                    | Терънс Йънг             |
| 1971   | Вдовицата Кудер                     | La Veuve Couderc                           | Жан Лавин                              | Пиер Грание-Дефер       |
| 1972   | Ченге                               | Un flic                                    | Едуард Колман                          | Жан-Пиер Мелвил         |
| 1972   | Първата спокойна нощ                | La Prima notte di quiete                   | Даниеле Доминичи, професор             | Валерио Дзурлини        |
| 1973   | Шокова терапия                      | Traitement de choc                         | Доктор Девилер                         | Ален Жесюа              |
| 1973   | Тони Арцента                        | Tony Arzenta                               | Тони Арцента                           | Дучо Тесари             |
| 1973   | Скорпион                            | Scorpio                                    | Скорпион                               | Майкъл Уинър            |
| 1973   | Изгорелите хамбари                  | Les Granges brûlées                        | Пиер Ларшер                            | Жан Шапо                |
| 1973   | Расата на господарите               | La Race des seigneurs                      | Жулиен Дандю                           | Пиер Грание-Дефер       |
| 1973   | Двама мъже в града                  | Deux hommes dans la ville                  | Жино Страблиджи                        | Жозе Джовани            |
| 1974   | Борсалино и компания                | Borsalino & Co.                            | Рок Сифреди                            | Жак Дере                |
| 1974   | Ледена гръд                         | Les seins de glace                         | Марк Рилсън                            | Жорж Лотнер             |
| 1975   | Зоро                                | Zorro                                      | Диего де ла Вега/Зоро                  | Дучо Тесари             |
| 1975   | Циганинът                           | Le Gitan                                   | Уго Сенарт (Циганинът)                 | Жозе Джовани            |
| 1975   | Полицейска история                  | Flic Story                                 | Роже Бурниш                            | Жак Дере                |
| 1976   | Като бумеранг                       | Comme un boomerang                         | Жак Баткин                             | Жозе Джовани            |
| 1976   | Армагедон                           | Armaguedon                                 | Д-р Мишел Амброаз                      | Ален Жесюа              |
| 1976   | Господин Клайн                      | Monsieur Klein                             | Роберт Клайн                           | Джоузеф Лоузи           |
| 1976   | Бързащият човек                     | L'Homme pressé                             | Пиер Ниокс                             | Едуар Молинаро          |
| 1977   | Смъртта на един негодник            | Mort d'un pourri                           | Ксавие (Ксав) Марешал                  | Жорж Лотнер             |
| 1977   | Бандата                             | Le Gang                                    | Робърт (Лудият)                        | Жак Дере                |
| 1978   | Внимание, децата гледат             | Attention, les enfants regardent           | Мъжът                                  | Серж Лерой              |
| 1979   | Конкорд... Летище '79               | The Concorde… Airport '79                  | Капитан Пол Метранд                    | Дейвид Лоуел Рич        |
| 1979   | Лекарят                             | Le Toubib                                  | Жан-Мари Деспре                        | Пиер Грание-Дефер       |
| 1980   | Трима мъже за убиване               | Trois hommes à abattre                     | Мишел Жерфо                            | Жак Дере                |
| 1981   | Техеран 43                          | Teheran 43/Тегеран-43                      | Жорж Фош                               | Александър Алов         |
| 1981   | За кожата на едно ченге             | Pour la peau d'un flic                     | Шукас                                  | Ален Делон              |
| 1982   | Шокът                               | Le choc                                    | Мартен Териер/Кристиан                 | Робин Девис, Ален Делон |
| 1983   | Неукротимият                        | Le Battant                                 | Жак Дарне                              | Робин Девис, Ален Делон |
| 1984   | Нашата история                      | Notre histoire                             | Робер Авранше                          | Бертран Блие            |
| 1984   | Една любов на Суан                  | Un amour de Swann                          | Барон де Шарлю                         | Фолкер Шльондорф        |
| 1985   | Дума на ченге                       | Parole de flic                             | Даниел Прат                            | Жозе Пинейро            |
| 1986   | Преходът                            | Le Passage                                 | Жан                                    | Рене Манзор             |
| 1988   | Не будете ченге, което спи          | Ne réveillez pas un flic qui dort          | Полицейски инспектор Южѐн Грендел      | Жозе Пинейро            |
| 1990   | Танцуващата машина                  | Dancing Machine                            | Ален Волф                              | Жил Беа                 |
| 1990   | Нова вълна                          | Nouvelle Vague                             | Ричард Ленъкс/Роджър Ленъкс („Той“)    | Жан-Люк Годар           |
| 1992   | Завръщането на Казанова             | Le Retour De Casanova                      | Джакомо Казанова                       | Едуард Ниерман          |
| 1993   | Престъпление                        | Un crime                                   | Жарл Дюран                             | Жак Дере                |
| 1994   | Плюшеното мече                      | L'ours en peluche                          | Жан Ривиер                             | Жак Дере                |
| 1995   | Сто и една нощи                     | Les cent et une nuits de Simon Cinéma      | Себе си                                | Анес Варда              |
| 1996   | Ден и нощ                           | Le Jour et la nuit                         | Александър                             | Бернар-Анри Леви        |
| 1998   | Един шанс за двама                  | Une chance sur deux                        | Жюлиен Винял                           | Патрис Леконт           |
| 2000   | Актьорите                           | Les Acteurs                                | Себе си                                | Бертран Блие            |
| 2008   | Астерикс на Олимпийските игри       | Astérix aux Jeux Olympiques                | Юлий Цезар                             | Тома Лангман            |
| 2012   | Честита нова година, мами           | С новым годом, мамы!                       | Себе си                                | Антолигия               |

- „Франк Рива“, тв сериал (2003 – 2004)
- „Лъвът“ (2003)
- „Фабио Монтале“, трисериен тв филм (2002)
- „Бащи трепачи“ (1997)
- „Победителят“, също и като „Ледът“ (1983)